# Laguna Keta
La Laguna Keta (en inglés: Keta Lagoon) también llamada Laguna Anlo-Keta, es la más grande de las más de 90 lagunas que cubren los 550 km de playas de la costa del país africano de Ghana. Esta laguna tiene 126,13 kilómetros de longitud. Se encuentra en la costa oriental de Ghana y esta separa del Golfo de Guinea por una estrecha franja que conforma un banco de arena. Este espacio de agua salada abierta está rodeado de llanuras de inundación y manglares. Juntos forman el sitio Ramsar Laguna de Keta, que abarca 1.200 kilómetros cuadrados
Hay afluencia estacional de agua de mar durante la marea alta en el Golfo de Guinea y por el flujo normal de los ríos. Estos desembocan en la laguna e incluyen el Aka,  el río Tordzi, y el arroyo Belikpa que entran a la laguna desde el norte. La laguna está rodeada de muchos asentamientos. Las ciudades incluyen Anloga, Woe, Keta y Kedzi al sur, Anyako y Anlo Afiadenyigba al norte, Kodzi, Alakple y Tregui al oeste y Denu y Adina al este.